# Plaza del Peso de la Paja
La plaza del Peso de la Paja (en catalán: plaça del Pes de la Palla) se encuentra en la ciudad española de Palma de Mallorca, Islas Baleares.
Antiguamente constituía el punto de la ciudad donde se pesaba y se vendía la paja y se recaudaba el impuesto que la gravaba. Por estas tareas, hasta 1869, había un porche con seis columnas en el centro de la plaza. Era una actividad comercial relacionada con el mercado de cereales, la cuartera, y se encontraba cerca de los establos donde había los caballos y otros animales de tiro que llegaban de la Parte Foránea de Mallorca.